# Røsvik
Røsvik est une localité du comté de Nordland, en Norvège.

## Géographie
Administrativement, Røsvik fait partie de la kommune de Sørfold.